# Verrières-de-Joux
Verrières-de-Joux é uma comuna francesa na região administrativa de Borgonha-Franco-Condado, no departamento de Doubs. Estende-se por uma área de 10,15 km². Em 2010 a comuna tinha 476 habitantes (densidade: 46,9 hab./km²).